# Années 1840 av. J.-C.
Les années 1840 av. J.-C. couvrent les années de 1849 av. J.-C. à 1840 av. J.-C.

## Évènements

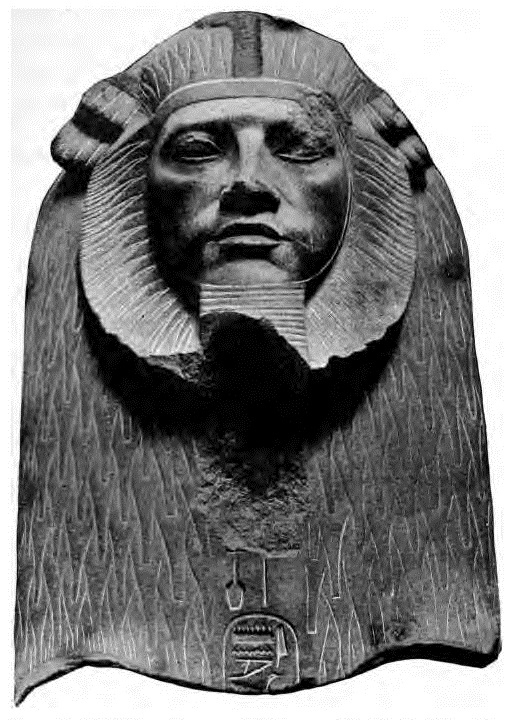
Sphinx d’Amenemhat III, plus tard usurpé par Apophis puis Psousennès Ier. Musée égyptien du Caire

- 1849-1843 av. J.-C.[1] : règne de Sîn-iddinam, roi de Larsa en Mésopotamie[2].
- 1845 av. J.-C.[1] : mort du roi amorrite de Babylone Sumu-la-El. Son fils Sabium lui succède (1844-1831 av. J.-C.)[2]. Sous son règne, le dieu de Babylone Marduk possède sûrement un temple.
- 1843/1842 av. J.-C. : date présumée du début du règne d'Amenemhat III (fin en 1797 av. J.-C.)[3]. Il profite de la paix pour mettre en valeur le pays et entreprend l’exploitation économique du Fayoum (irrigation) et fait assécher les marécages et former le lac Moéris (lac Qaroun, Mer our, en égyptien). Une écluse commande l’apport de l’eau. Un barrage protège la vallée contre la crue du Nil[4]. Amenemhat III fait construire une première pyramide à Dahchour, puis la pyramide et le palais de Haouarah (le labyrinthe des auteurs grecs Hérodote, Strabon et Diodore)[5]. Des troubles sociaux éclatent à la fin de son règne.
- 1842-1841 av. J.-C.[1] : règne de Sîn-eribam, roi de Larsa